# Arxipèlag Toscà

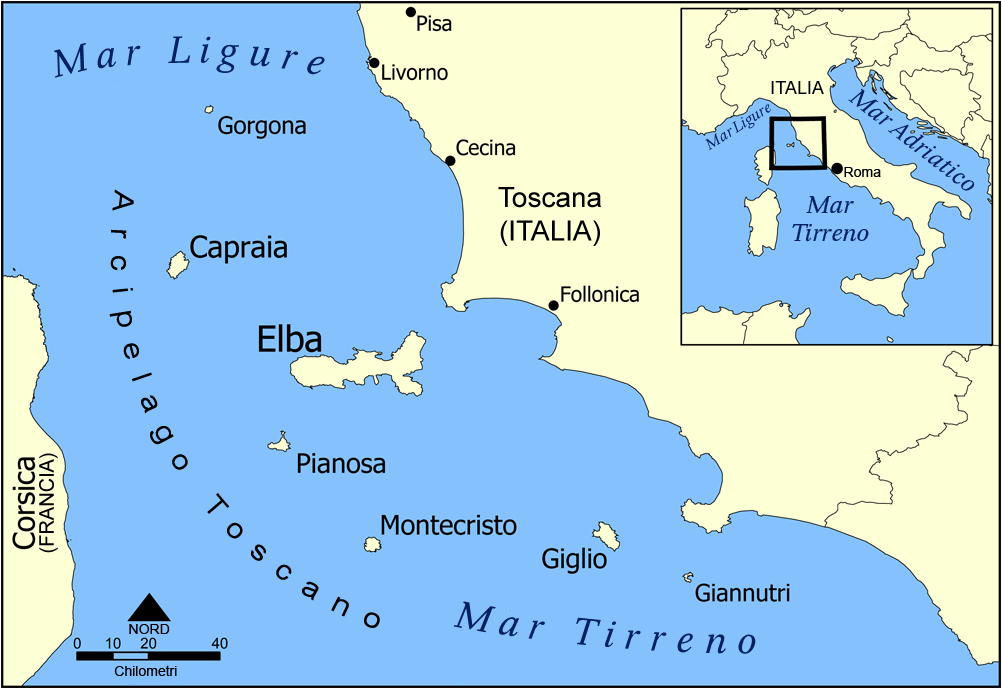
rigth

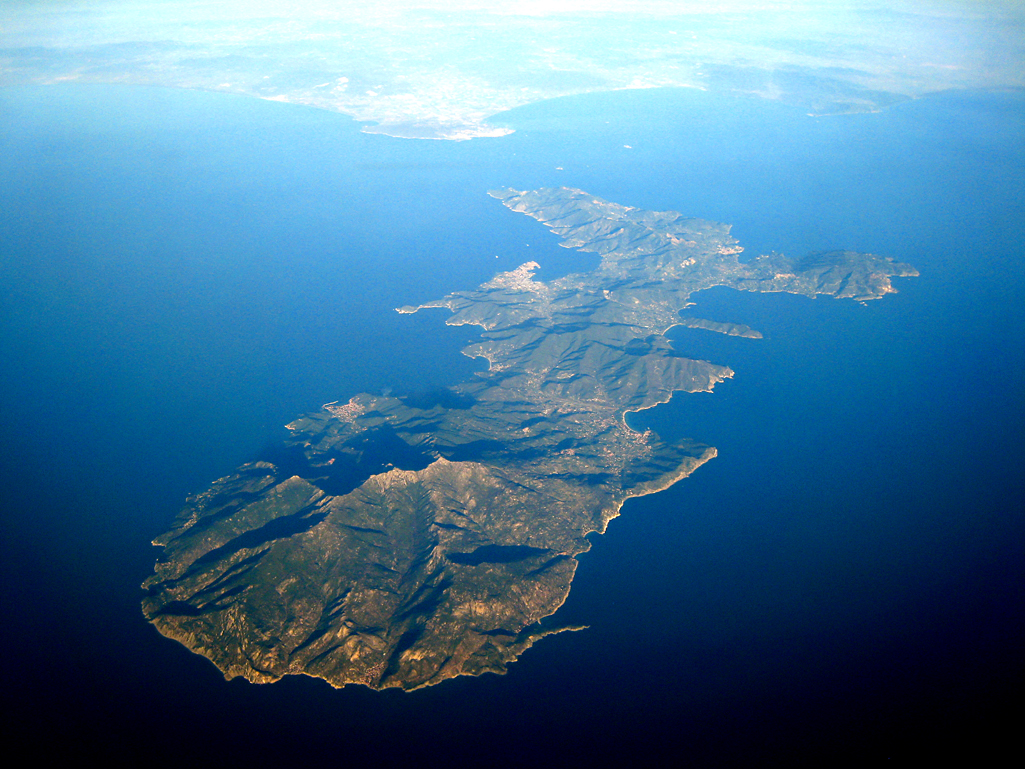
Vista aèria d'Elba, amb la costa toscana al fons

L'arxipèlag Toscà (en italià arcipelago toscano) és una cadena d'illes escampades entre el mar Lígur al nord i el mar Tirrè al sud, a l'oest de la Toscana i a l'est de Còrsega.
En formen part les set illes principals de Gorgona, Capraia, Elba (la més gran del grup, i que assenyala la separació entre els dos mars), Pianosa, Montecristo, Giglio i Giannutri, totes elles integrades al Parc Nacional de l'Arxipèlag Toscà (parc natural marítim i terrestre), i que es reparteix entre les províncies de Liorna i Grosseto (República Italiana).
La proximitat d'aquestes illes a diverses ciutats importants n'ha fet una destinació turística notable des de l'antiguitat. A més, la història i la literatura s'han encarregat de familiaritzar molta gent amb dues de les illes: respectivament, Elba com a presó de Napoleó i Montecristo com a escenari de la novel·la d'Alexandre Dumas El comte de Montecristo. D'altra banda, l'illa de Giglio ha estat notícia darrerament pel desastre del creuer Costa Concordia.
A més, hi ha diversos illots deshabitats que formen part d'aquest arxipèlag, com ara l'Scoglio d'Africa i les tres Formiche di Grosseto.
Tot el conjunt té una superfície de 295 km² i una població de 31.875 habitants (108 habitants per km²). Portoferraio n'és la localitat més gran, amb 12.020 habitants. La muntanya més alta és Monte Capanne, de 1.018 m d'altitud, a l'illa d'Elba. S'hi pot pujar en un telefèric.
| Illa        | Superfície | Població    |
| ----------- | ---------- | ----------- |
| Elba        | 224        | 30.000      |
| Giglio      | 24         | 1.553       |
| Capraia     | 19         | 366         |
| Montecristo | 13         | 0           |
| Pianosa     | 10         | 0           |
| Gorgona     | 2          | 220         |
| Giannutri   | 3          | 102         |
| Total:      | 295 km²    | 31.875 hab. |

## Galeria d'imatges

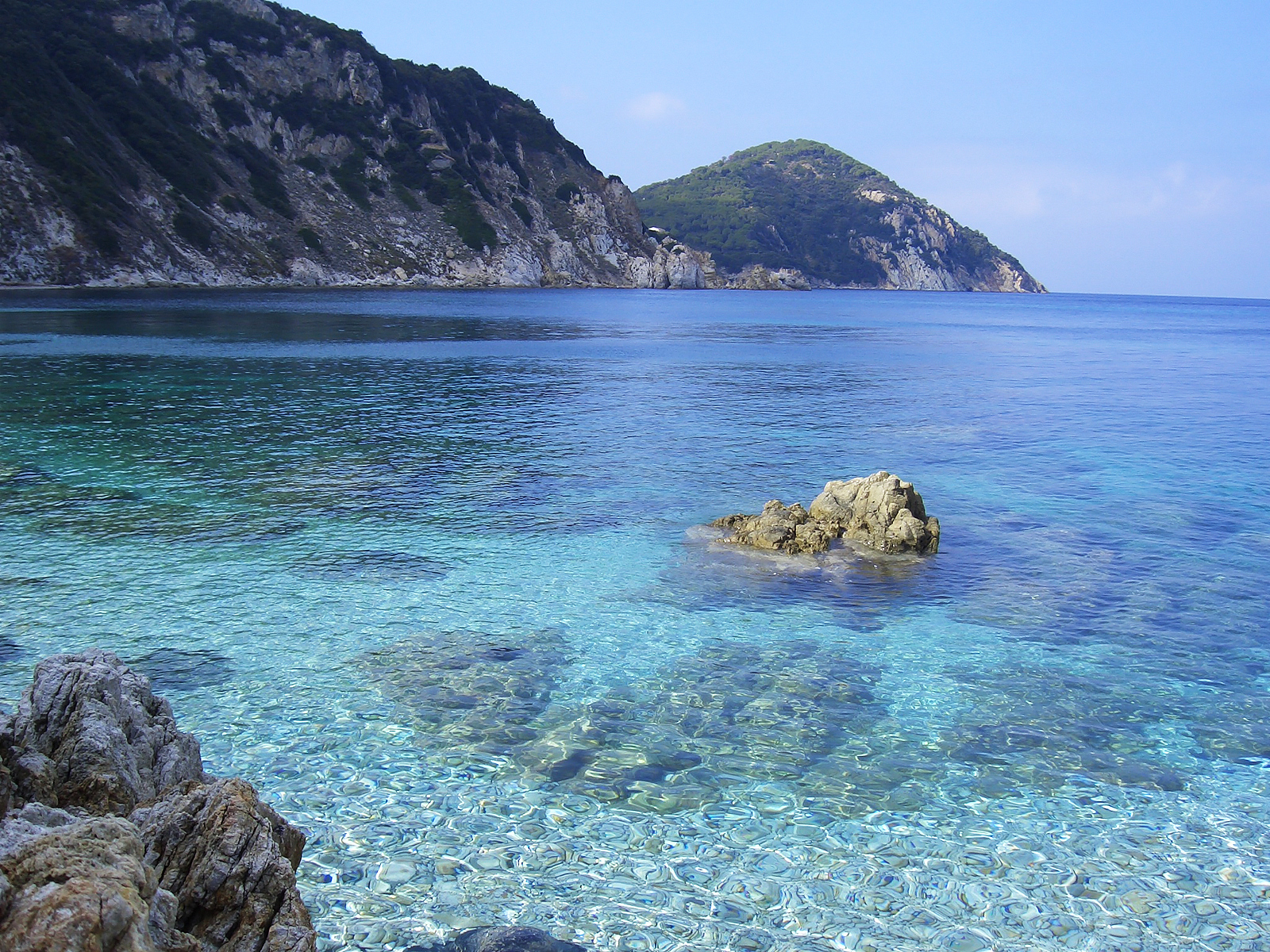
L'Enfola, a Elba
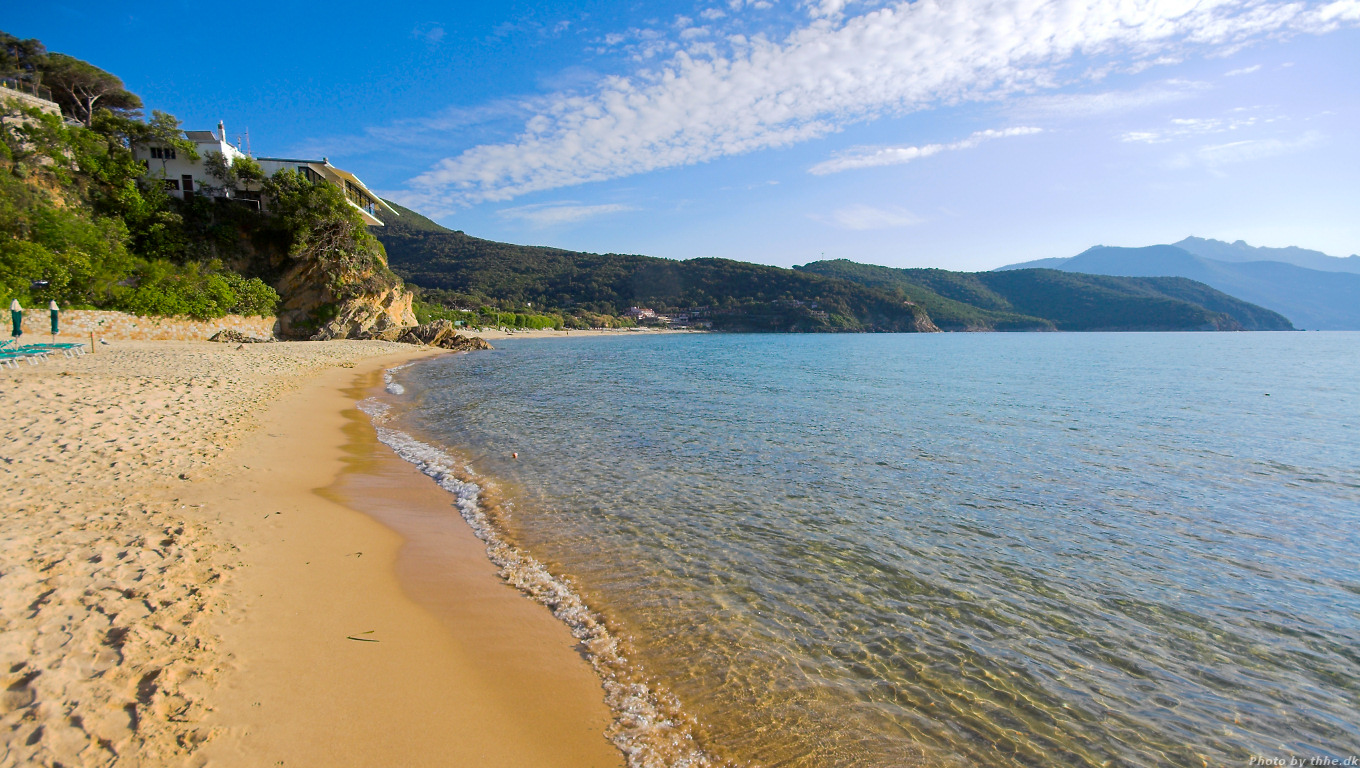
Platja Scaglieri, a Elba
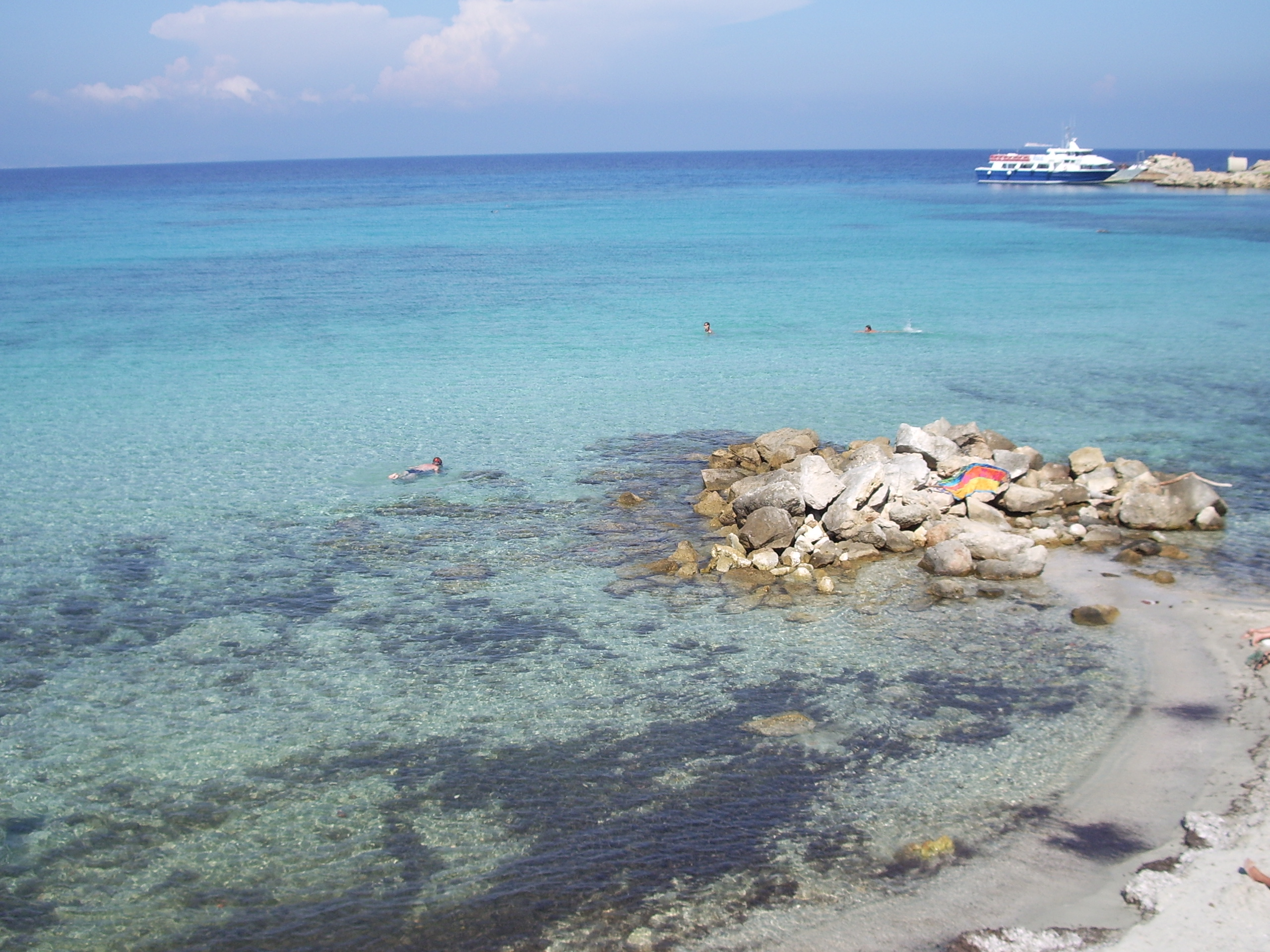
Cala Giovanna, a Pianosa
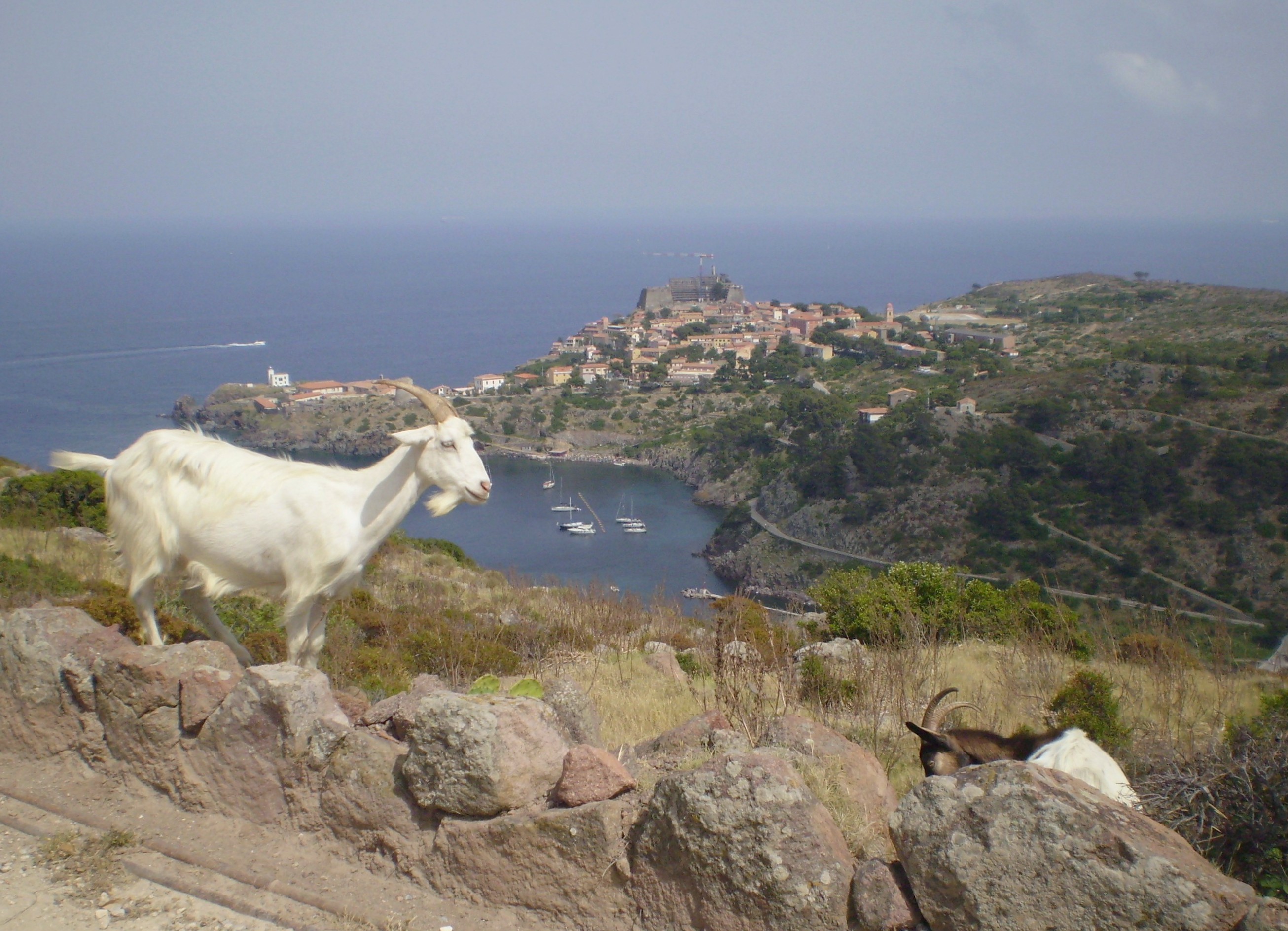
La població principal de Capraia
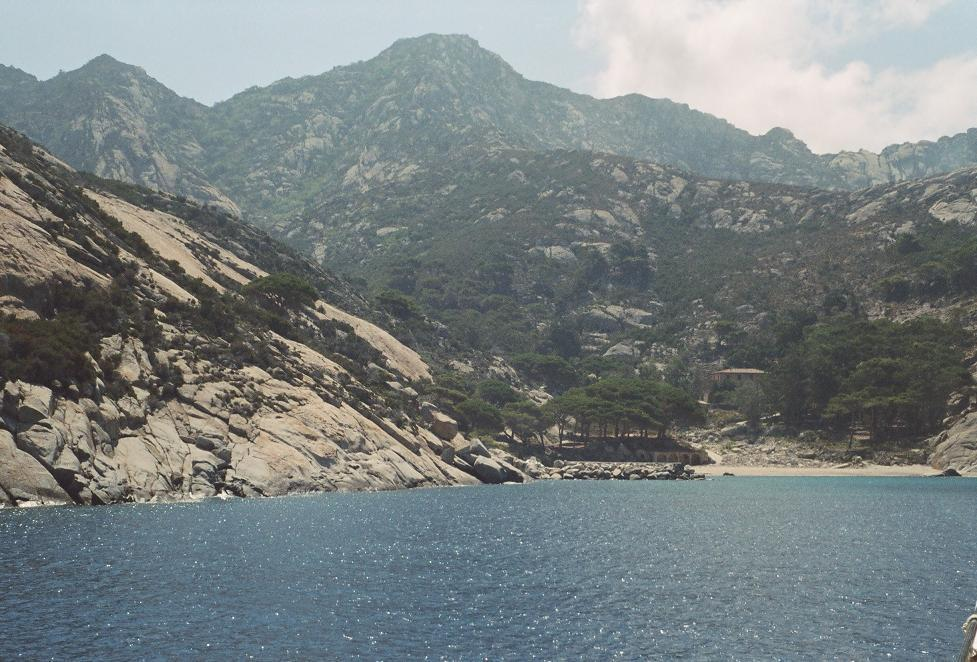
L'illa de Montecristo
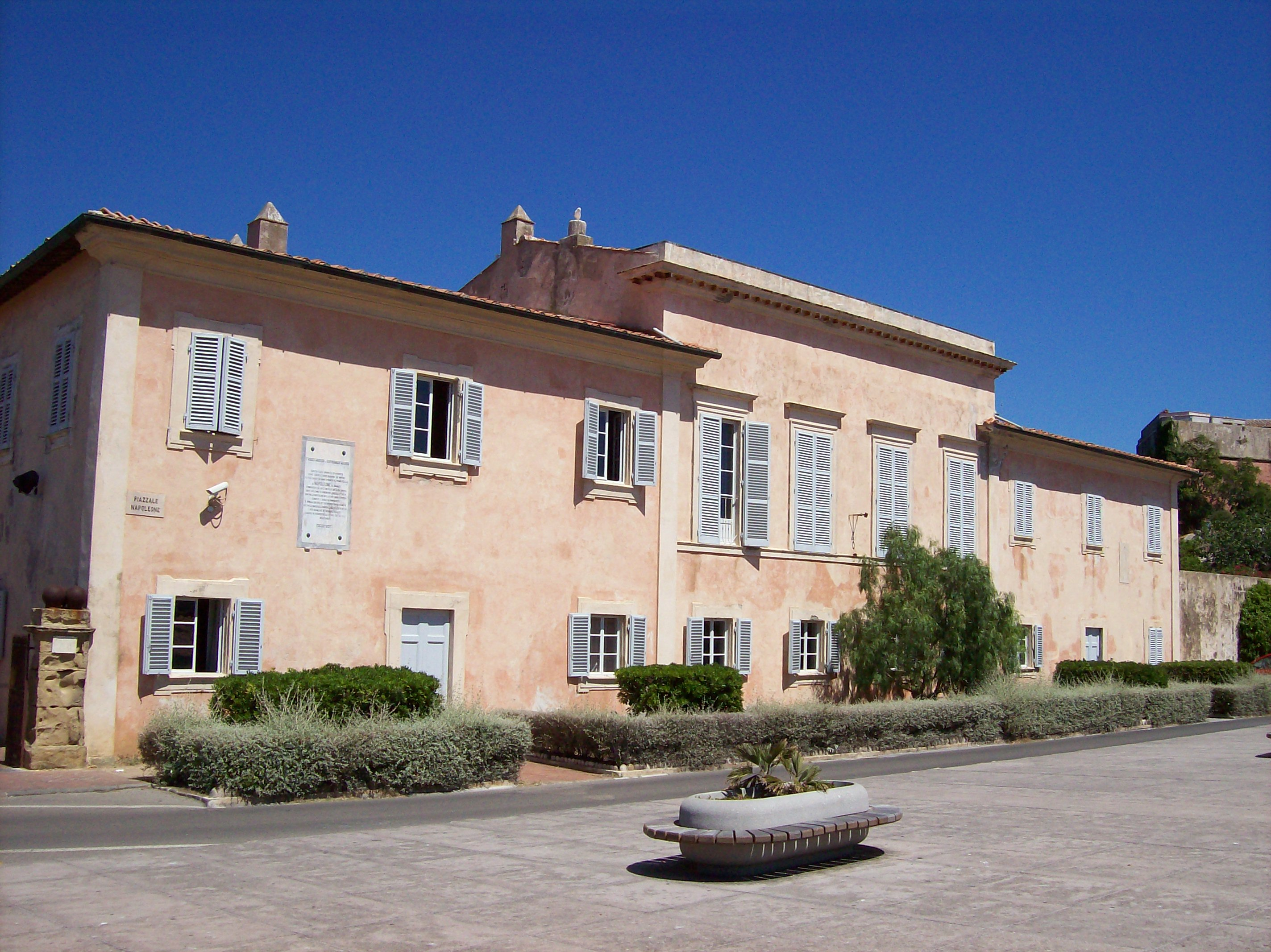
La casa de Napoleó a Portoferraio
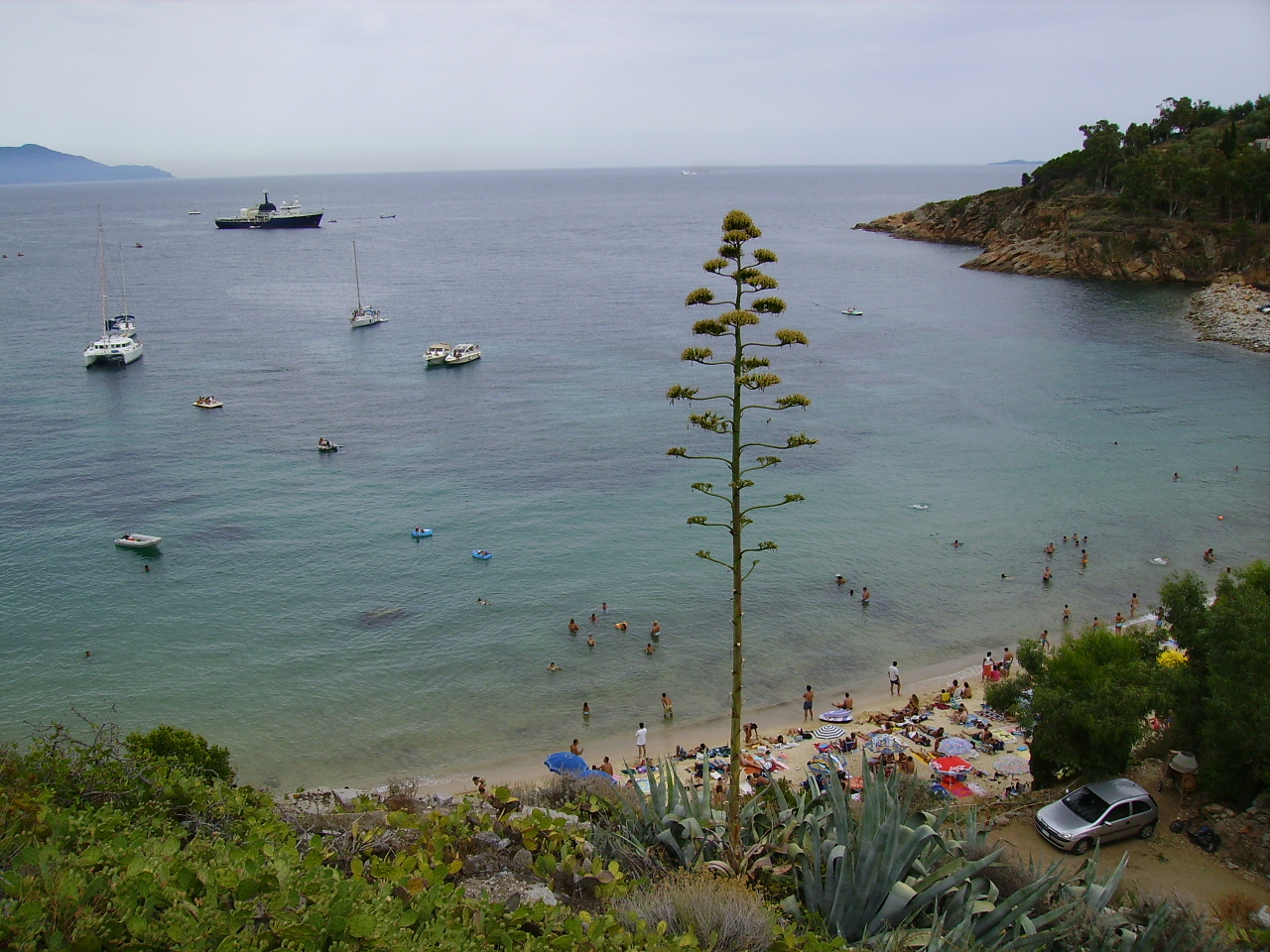
Platja Cannelle, a Giglio
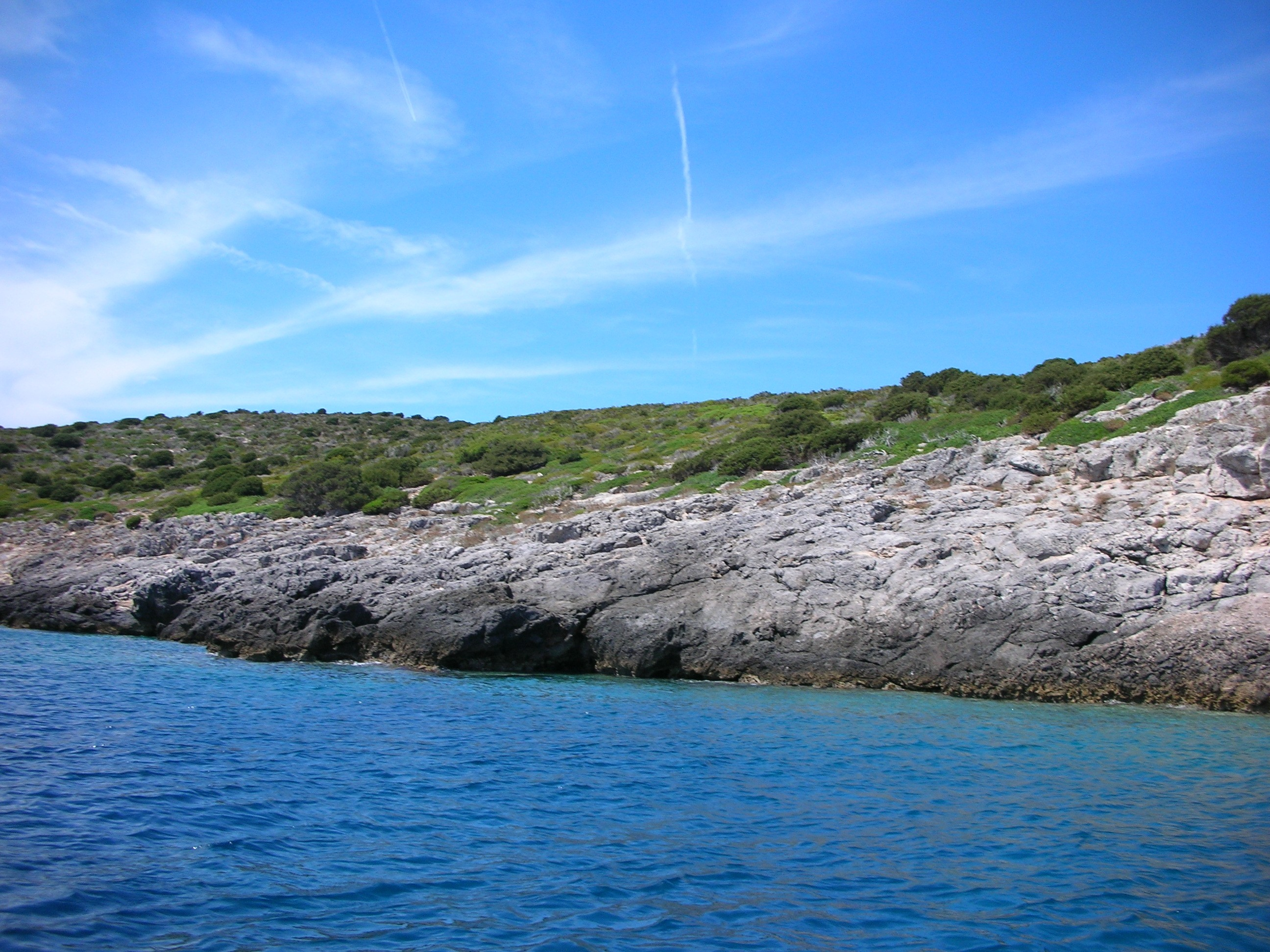
La costa de Giannutri
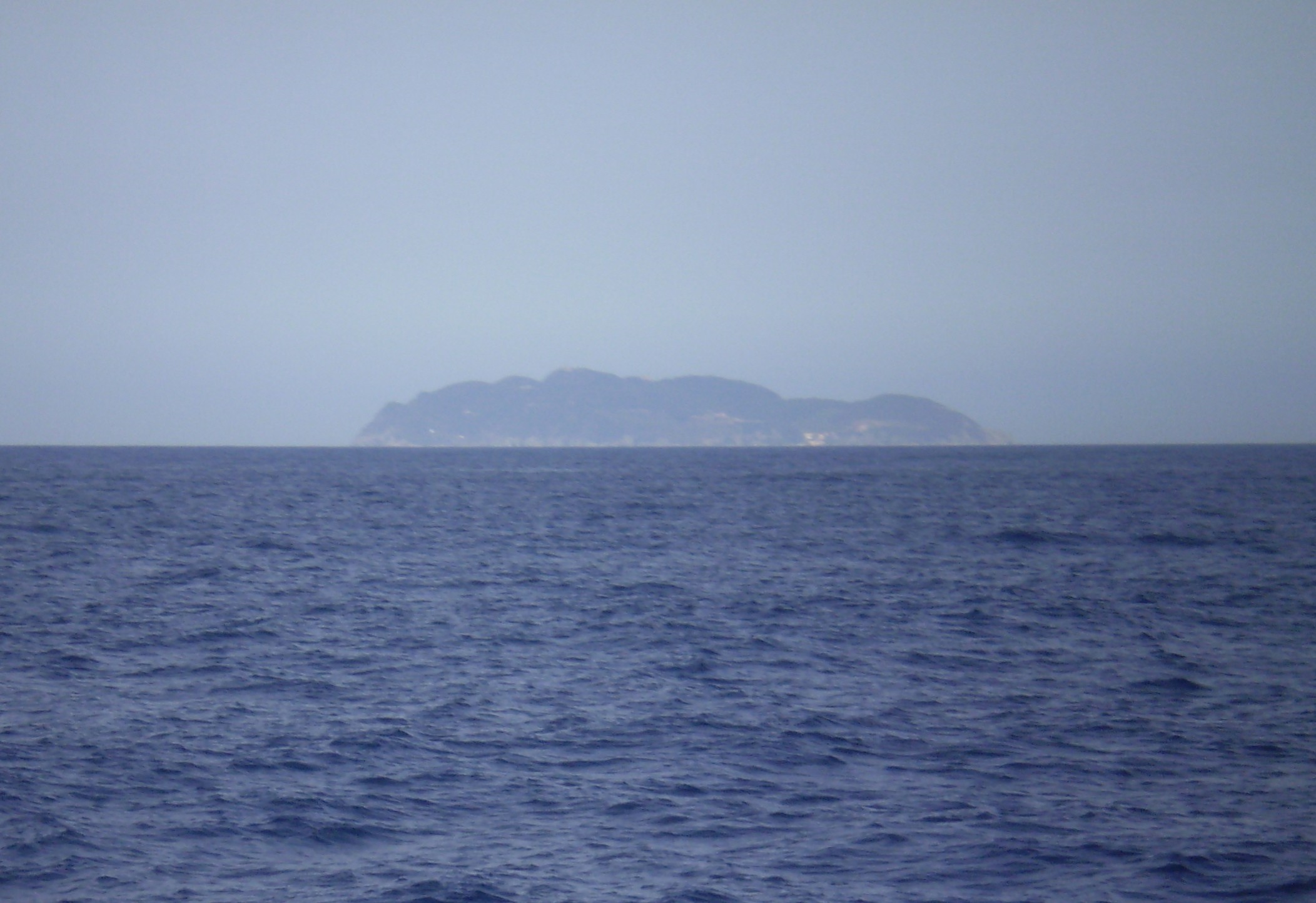
L'illa Gorgona
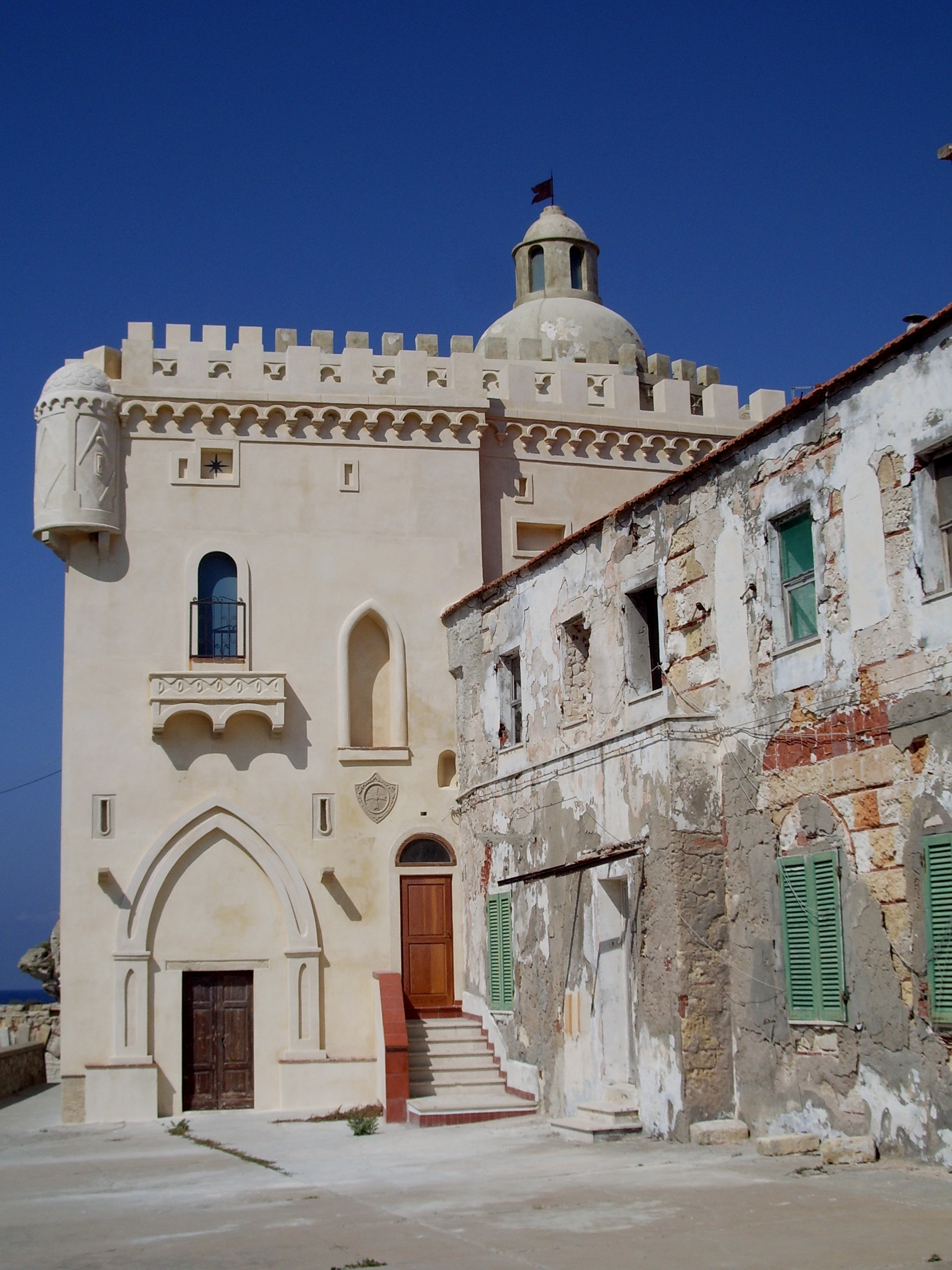
Palau de la Specola, a Pianosa